# Erateina flebilis
Erateina flebilis là một loài bướm đêm trong họ Geometridae.